# مورين فرانكو
مورين فرانكو (بالإسبانية: Maureen Franco)‏ (13 ديسمبر 1983 في الأوروغواي - ) هو لاعب كرة قدم أوروغواني في مركز الوسط. لعب مع تشاكاريتا جيونيورز ورامبلا جونيورز وريفر بليت ومونتيفيديو واندررز ونادي ليفربول وناسيونال مونتيفيديو وC.D. Técnico Universitario ‏ وإنستيتوسيون أتلتيكا سود أمريكا ‏ وBeijing Institute of Technology F.C. ‏ وRacing de Olavarría ‏ ونادي سيرو وسبورتيفو سيريتو وTacuarembó F.C. ‏.

## وصلات خارجية
- مورين فرانكو على موقع قاعدة بيانات كرة القدم.إي يو (الإنجليزية)
- مورين فرانكو على موقع Soccerway.com (الإنجليزية)